# Панамериканский Кубок по волейболу среди женщин 2007
6-й розыгрыш Панамериканского Кубка по волейболу среди женщин прошёл с 21 по 29 июня 2007 года в Колиме (Мексика) с участием 12 национальных сборных команд стран-членов NORCECA и CSV. Победителем в 4-й раз в своей истории стала сборная Кубы.

## Команды-участницы
- NORCECA: Доминиканская Республика, Канада, Коста-Рика, Куба, Мексика, Пуэрто-Рико, США, Тринидад и Тобаго.
- CSV: Аргентина, Бразилия, Перу, Уругвай.

## Система проведения турнира
12 команд-участниц на предварительном этапе разбиты на две группы. Победители групп напрямую выходят в полуфинал плей-офф. Команды, занявшие в группах 2-е и 3-и места, выходят в четвертьфинал и определяют ещё двух участников полуфинала. Полуфиналисты по системе с выбыванием определяют призёров первенства. Итоговые 5—6-е места разыгрывают команды, проигравшие в 1/4-финала. Итоговые 7—8-е, 9—10-е и 11—12-е места в стыковых матчах разыгрывают команды, занявшие в группах предварительного этапа соответственно 4-е, 5-е и 6-е места.

## Предварительный этап

### Группа А
| М | Команда                  | 1   | 2   | 3   | 4   | 5   | 6   | И | В | П | С/П  | О  |
| - | ------------------------ | --- | --- | --- | --- | --- | --- | - | - | - | ---- | -- |
| 1 | США                      |     | 3:2 | 3:1 | 3:0 | 3:0 | 3:0 | 5 | 5 | 0 | 15:3 | 10 |
| 2 | Доминиканская Республика | 2:3 |     | 3:0 | 3:0 | 3:0 | 3:0 | 5 | 4 | 1 | 14:3 | 9  |
| 3 | Аргентина                | 1:3 | 0:3 |     | 3:0 | 3:0 | 3:0 | 5 | 3 | 2 | 10:6 | 8  |
| 4 | Коста-Рика               | 0:3 | 0:3 | 0:3 |     | 3:2 | 3:0 | 5 | 2 | 3 | 6:11 | 7  |
| 5 | Мексика                  | 0:3 | 0:3 | 0:3 | 2:3 |     | 3:0 | 5 | 1 | 4 | 5:12 | 6  |
| 6 | Тринидад и Тобаго        | 0:3 | 0:3 | 0:3 | 0:3 | 0:3 |     | 5 | 0 | 5 | 0:15 | 5  |

21 июня: Доминиканская Республика — Коста-Рика 3:0 (25:21, 25:22, 25:10); Мексика — Тринидад и Тобаго 3:0 (25:10, 25:19, 25:8); США — Аргентина 3:1 (17:25, 25:20, 25:23, 25:16).
22 июня: США — Коста-Рика 3:0 (25:14, 25:15, 25:13); Доминиканская Республика — Тринидад и Тобаго 3:0 (25:7, 25:9, 25:10); Аргентина — Мексика 3:0 (25:20, 25:22, 25:14).
23 июня: Аргентина — Тринидад и Тобаго 3:0 (25:10, 25:11, 25:12); США — Доминиканская Республика 3:2 (25:20, 18:25, 26:24, 18:25, 15:13); Коста-Рика — Мексика 3:2 (25:15, 15:25, 22:25, 26:24, 16:14).
24 июня: США — Тринидад и Тобаго 3:0 (25:8, 25:9, 25:5); Аргентина — Коста-Рика 3:0 (25:19, 25:15, 25:15); Доминиканская Республика — Мексика 3:0 (25:10, 25:16, 25:13).
25 июня: Коста-Рика — Тринидад и Тобаго 3:0 (25:10, 26:24, 25:18); Доминиканская Республика — Аргентина 3:0 (25:18, 25:18, 25:20); США — Мексика 3:0 (25:18, 25:12, 25:11).

### Группа В
| М | Команда     | 1   | 2   | 3   | 4   | 5   | 6   | И | В | П | С/П  | О |
| - | ----------- | --- | --- | --- | --- | --- | --- | - | - | - | ---- | - |
| 1 | Куба        |     | 3:0 | 2:3 | 3:0 | 3:0 | 3:0 | 5 | 4 | 1 | 14:3 | 9 |
| 2 | Бразилия    | 0:3 |     | 3:0 | 3:0 | 3:1 | 3:0 | 5 | 4 | 1 | 12:4 | 9 |
| 3 | Пуэрто-Рико | 3:2 | 0:3 |     | 3:0 | 3:0 | 3:0 | 5 | 4 | 1 | 12:5 | 9 |
| 4 | Перу        | 0:3 | 0:3 | 0:3 |     | 3:2 | 3:0 | 5 | 2 | 3 | 6:11 | 7 |
| 5 | Канада      | 0:3 | 1:3 | 0:3 | 2:3 |     | 3:0 | 5 | 1 | 4 | 6:12 | 6 |
| 6 | Уругвай     | 0:3 | 0:3 | 0:3 | 0:3 | 0:3 |     | 5 | 0 | 5 | 0:15 | 5 |

21 июня: Куба — Уругвай 3:0 (25:13, 25:11, 25:14); Перу — Канада 3:2 (25:21, 21:25, 31:29, 16:25, 16:14); Бразилия — Пуэрто-Рико 3:0 (35:33, 25:23, 25:19).
22 июня: Канада — Уругвай 3:0 (25:16, 25:17, 25:13); Бразилия — Перу 3:0 (25:18, 25:23, 25:16); Пуэрто-Рико — Куба 3:2 (2025, 25:15, 17:25, 25:20, 15:13).
23 июня: Бразилия — Уругвай 3:0 (25:13, 25:16, 25:14); Куба — Канада 3:0 (25:14, 25:16, 25:18); Пуэрто-Рико — Перу 3:0 (25:20, 25:16, 25:21).
24 июня: Пуэрто-Рико — Уругвай 3:0 (25:17, 25:19, 25:16); Бразилия — Канада 3:1 (25:22, 25:22, 23:25, 25:19); Куба — Перу 3:0 (25:23, 25:12, 25:20).
25 июня: Перу — Уругвай 3:0 (25:14, 25:18, 25:13); Пуэрто-Рико — Канада 3:0 (25:21, 25:17, 25:18); Куба — Бразилия 3:0 (25:22, 25:19, 25:18).

## Классификационные матчи

### За 11-е место
27 июня
Уругвай — Тринидад и Тобаго 3:0 (25:20, 25:14, 25:18)

### За 9-е место
27 июня
Канада — Мексика 3:1 (25:12, 25:23, 25:27, 25:22)

### За 7-е место
28 июня
Перу — Коста-Рика 3:0 (25:14, 25:17, 25:22)

## Плей-офф

### Четвертьфинал
27 июня
Доминиканская Республика — Пуэрто-Рико 3:2 (25:17, 22:25, 25:27, 25:17, 15:7)
Бразилия — Аргентина 3:0 (25:11, 25:18, 25:19)

### Матч за 5-е место
28 июня
Пуэрто-Рико — Аргентина 3:2 (21:25, 15:25, 25:17, 25:22, 15:10)

### Полуфинал
28 июня
Бразилия — США 3:0 (25:15, 25:15, 25:18)
Куба — Доминиканская Республика 3:0 (28:26, 25:22, 25:18)

### Матч за 3-е место
29 июня
Доминиканская Республика — США 3:1 (25:19, 26:28, 25:18, 28:26)

### Финал
29 июня
Куба — Бразилия 3:0 (25:14, 25:21, 25:20)

## Итоги

### Положение команд
| Куба                     |
| Бразилия                 |
| Доминиканская Республика |
| 4. США                   |
| 5. Пуэрто-Рико           |
| 6. Аргентина             |
| 7. Перу                  |
| 8. Коста-Рика            |
| 9. Канада                |
| 10. Мексика              |
| 11. Уругвай              |
| 12. Тринидад и Тобаго    |

По итогам розыгрыша путёвки на Гран-при-2008 получили Куба, Доминиканская Республика, США (три лучшие команды от NORCECA) и Бразилия (лучшая команда от CSV).

### Призёры
Куба: Юмилка Руис Луасес, Янелис Сантос Альегне, Нэнси Каррильо де ла Пас, Йенисей Гонсалес Диас, Дайми Рамирес Эчеварриа, Рэчел Санчес Перес, Юслейни Эррера Альварес, Лиана Меса Луасес, Росир Кальдерон Диас, Кения Каркасес Опон, Юсидей Силье Фромета, Сойла Баррос Фернандес. Главный тренер — Антонио Пердомо Эстрелья.
  Бразилия: 
Эрика Адаши, Камила ди Паула Брайт, Камила Монтейро, Бетина Шмидт, Силвана Папини, Приссила Даройт, Наталия Перейра, Аманда Франсиско, Рената Маджони, Мария ди Лурдес Силва, Тандара Кайшета, Ингрид Феликс. Главный тренер — Луижомар Моура.
  Доминиканская Республика: Аннерис Варгас Вальдес, Росалин Анхелес Рохас, Сидарка де лос Милагрос Нуньес, Бренда Кастильо, Кармен Касо Сьерра, София Мерседес Эредия, Джина дель Росарио Сельмо, Нурис Ариас Доне, Милагрос Кабраль де ла Круз, Синди Рондон Мартинес, Косирис Родригес Андино, Бетания де ла Крус де Пенья. Главный тренер — Беато Мигель Крус.

### Индивидуальные призы
MVP:  Нэнси Каррильо де ла Пас
Лучшая нападающая:  Нэнси Каррильо де ла Пас
Лучшая блокирующая:  Таша Холнесс
Лучшая на подаче:  Нэнси Каррильо де ла Пас
Лучшая на приёме:  Ванесса Паласиос
Лучшая в защите:  Камила Брайт
Лучшая связующая:  Лариса Канди
Лучшая либеро:  Кармен Касо Сьерра
Самая результативная:  Бетания де ла Крус де Пенья